# 阿拉伯月份名稱
阿拉伯月份名稱是許多不同日曆中月份的阿拉伯語名稱。
- 公曆月份的阿拉伯名稱
- 伊斯蘭曆的月份
- 前伊斯蘭曆的月份名稱